# Type 60
Type 60 je kineska vučna haubica kalibra 122 mm a riječ je o licencnoj kopiji sovjetske haubice D-74. Razvijena je krajem 1950-ih kako bi pružila direktnu ili indirektnu vatrenu podršku vojnicima kineske narodno-oslobodilačke armije. 

## Korisnici
- NR Kina: narodno-oslobodilačka armija Kine bila je primarni korisnik a haubica se koristila kod motoriziranog pješaštva i oklopnih divizija.[1] Danas ima status rezerve te se u manjem broju koristi kod rezervista i milicijskih snaga.[1]
- Egipat: u službi je 148 haubica.[2]
- Kambodža[3]
- Šri Lanka:[4] Type 60 je predstavljen početkom 1990-ih kao zamjena za zastarjeli britanski Ordnance QF 25-pounder. U aktivnoj je službi te je korišten tijekom građanskog rata na Šri Lanci.
- Zimbabve[5]